# Asociace regionálních značek
Asociace regionálních značek, z. s., (ARZ) je spolek sdružující regiony České republiky (včetně několika přeshraničních regionů), které používají regionální značky certifikovaných výrobků, služeb a zážitků podle jednotných principů. Každý region má vlastní značku, ty jsou ale navrženy v jednotném grafickém stylu. ARZ zastřešuje na národní úrovni činnost regionálních koordinátorů, kteří zajišťují správu dané značky a komunikují s místními výrobci a provozovateli služeb. Značku výrobkům uděluje nezávislá certifikační komise (v každém regionu samostatná) po splnění jednotných pravidel. Udělení značky zaručuje vedle jejich kvality a šetrnosti k přírodě především jejich původ a vazbu na určité výjimečné území.

## Systém regionálního značení
Každý region má jasně vymezené území, na kterém může být udělována daná regionální značka. Původní kritérium, aby šlo o území národních parků či chráněných krajinných oblastí, bylo postupným vývojem opuštěno, dosud však v systému převažují venkovské oblasti se zachovalou přírodou a turistickým potenciálem, ale i strukturálními problémy (ačkoli na území regionálních značek spadá i několik velkých měst, např. Olomouc a Ústí nad Labem). Český systém regionálních značek posloužil jako významná inspirace pro zavádění regionálního značení produktů v Bulharsku, kde však byla zvolena cesta kladení většího důrazu na ekologický rozměr a zaměření na chráněná území.
Vzhledem k tomu, že celý systém vzniká zdola, nepokrývá celé území ČR, ale jen ty oblasti, v nichž byla z místní iniciativy značka zavedena; systém se rozrůstá postupně s ohledem na místní potřeby a možnosti. S tím souvisí také různý způsob vzniku a fungování jednotlivých značek; některé jsou přímo podporovány kraji (například kraj Vysočina, kde funguje na stejném území značka Vysočina regionální produkt, nebo Ústecký kraj, jehož území je pokryto čtveřicí regionálních značek Českosaské Švýcarsko regionální produkt, České středohoří regionální produkt, Krušnohoří regionální produkt a Poodří regionální produkt) jiné vznikly z lokální iniciativy Místních akčních skupin, svazků obcí nebo jiných spolků či obecně prospěšných společností. Senátor Petr Šilar, který regionální značení dlouhodobě podporuje, uvedl, že „v přemíře značek je důležité, že u regionálních značek jde o označení původu odspoda, je to v podstatě ,cechovní‘ značka, která není udělena zvnějšku, ale vychází ze samotného regionu“.
Podle serveru BusinessInfo certifikace podporuje orientaci spotřebitelů v nepřehledném segmentu trhu řemeslných i potravinářských produktů s puncem ruční práce, otiskem tradičních řemeslných postupů či biokvality, použití regionálních značek je chápáno jako potvrzení kvality výrobku a jeho vazby k regionu. Regionální značky pomáhají posilovat místní patriotismus a podle národní koordinátorky spolku je přidanou hodnotou ARZ horizontální spolupráce mezi držiteli značky. Regionální značky mohou mít pozitivní vliv na rozvoj turistického ruchu, zejména v těch regionech, kde jsou certifikovány nejen výrobky, ale také zážitky a služby.

## Pravidla certifikace

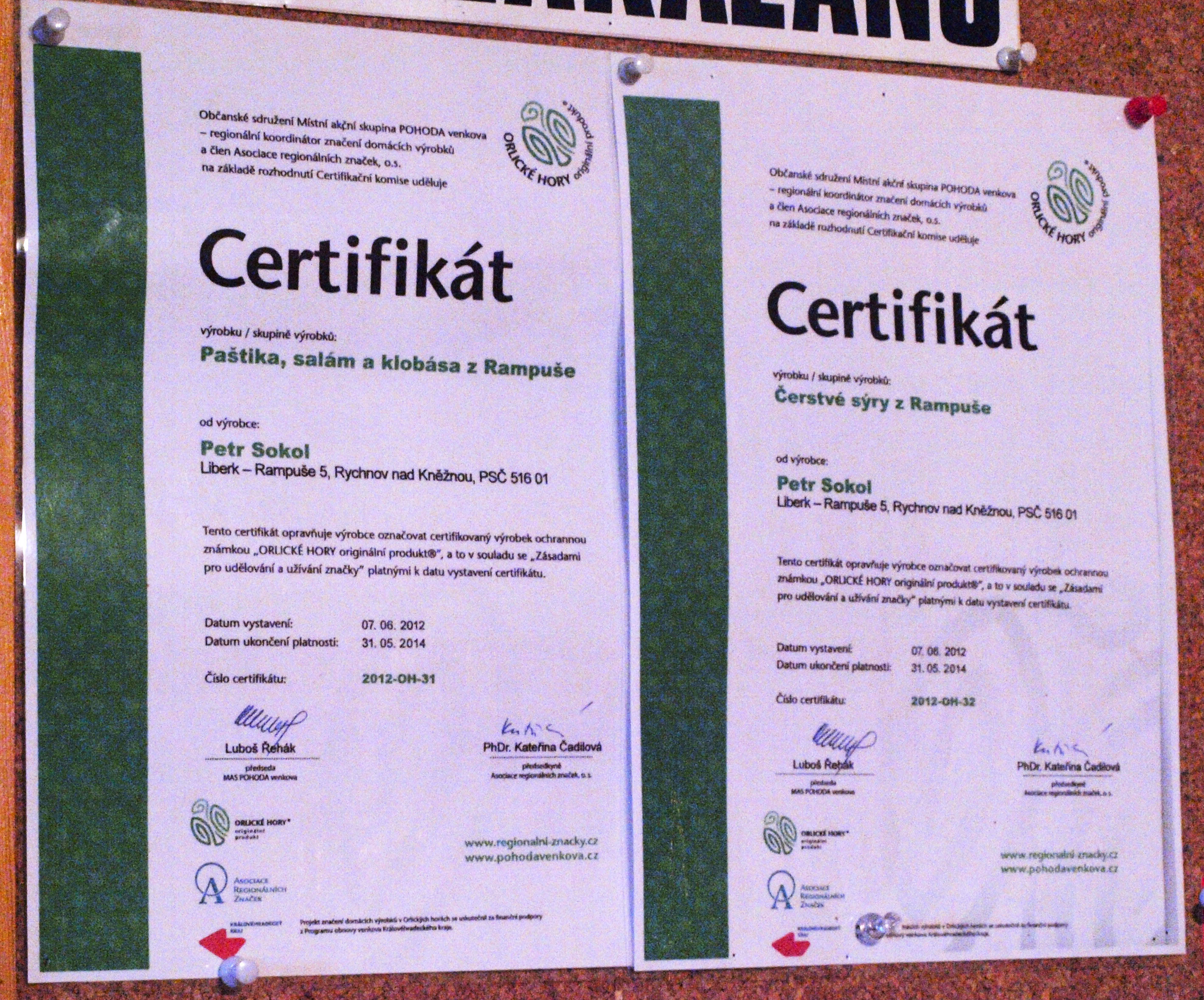
Ukázka certifikátu regionální značky

Ve všech regionech, které jsou součástí ARZ , funguje certifikace výrobků, a to ve třech základních kategoriích: potraviny a zemědělské produkty, řemeslné výrobky a umělecká díla, přírodní produkty. Vedle toho některé regiony zavedly také certifikaci služeb v cestovním ruchu, případně zážitků. Každý produkt předložený k certifikaci posuzuje nezávislá certifikační komise působící v daném regionu. Jednotlivé komise jsou složeny ze zástupců krajů, profesních komor a svazů, správ národních parků a chráněných krajinných oblastí, místních akčních skupin, dalších sdružení a institucí, regionálních výrobců a odborné veřejnosti.
Komise uděluje danému produktu hodnocení v několika certifikačních kritériích, která se týkají jak výrobce (sídlo v regionu, kvalifikace, bezdlužnost, plnění zákonných předpisů pro danou výrobu, ekologická šetrnost výrobního provozu), tak výrobku (místní původ, zaručení kvality, šetrnost k přírodě, tradice spojená s regionem, místní suroviny, ruční práce, motiv spojený s regionem, nadstandardní vlastnosti výrobku). Podobná kritéria platí pro certifikované služby (umístění v regionu, zaručení kvality, šetrnost k přírodě, jedinečnost služby) a zážitky (regionální příslušnost, šetrnost k životnímu prostředí, kvalita zážitků).

## Historie
Systém regionálních značek vznikl roku 2004, kdy Regionální environmentální centrum ČR (REC ČR, od roku 2008 působící pod názvem Apus) v rámci projektu „Natura 2000 – Lidé přírodě, příroda lidem“ zavedlo první tři značky pro výrobky z Krkonoš, Šumavy a Beskyd. Pro značení místních výrobků byly tehdy vybrány tři národní parky oblasti soustavy Natura 2000, známé pro své přírodní bohatství a zároveň množství místních tradičních výrobků.
Protože se pravidla certifikace a principy značení osvědčily, bylo možné je aplikovat i v dalších regionech. Roku 2006 bylo pro systém značek zavedeno označení Domácí výrobky a jako čtvrtá značka přidal Moravský kras, kde zavedení značení iniciovala MAS Moravský kras. V roce 2007 se přidaly regiony Orlické hory, Moravské Kravařsko a Górolsko Swoboda (první přeshraniční region, zasahující na území Polska a Slovenska). Ve stejném roce se také na Šumavě poprvé vedle značení výrobků zavedlo značení služeb v cestovním ruchu.
Na počátku roku 2008 vznikla Asociace regionálních značek, o.s., neboť bylo nutné zastřešit úspěšně se rozvíjející aktivity spojené se značením. Regiony zapojené do systému značení Domácí výrobky vstoupily do ARZ a získaly tak právo spolurozhodovat a podílet se na zodpovědnosti za celý systém. V roce 2008 pak byly v rámci ARZ zavedeny značky v dalších dvou regionech, Polabí a Podkrkonoší, o rok později byla značka zavedena v regionu Haná, v roce 2010 se členy ARZ staly regiony Českosaské Švýcarsko (přeshraniční region s přesahem do Německa), Jeseníky a Prácheňsko. V roce 2011 se připojilo Broumovsko, Kraj blanických rytířů, Železné hory a Moravská brána, v roce 2012 Zápraží, Znojemsko a Toulava, v roce 2013 Krušnohoří a Opavské Slezsko.

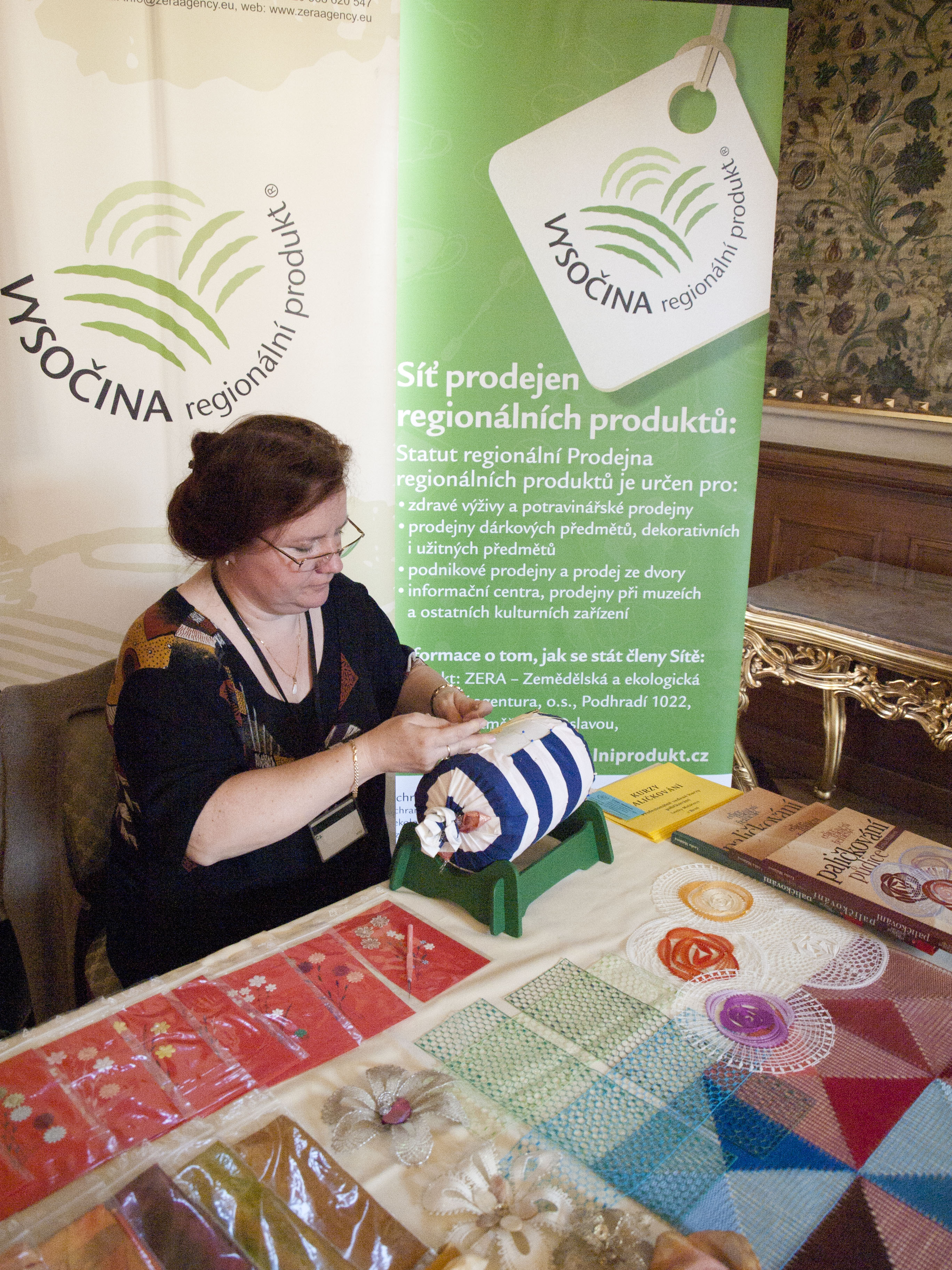
Prezentace regionální značky Vysočina regionální produkt na semináři v Senátu PČR v roce 2013

V dubnu 2013 se regionální značky prezentovaly v Senátu PČR na semináři Regionální značení domácích produktů, který ve spolupráci s ARZ uspořádala Stálá komise Senátu pro rozvoj venkova.
V roce 2014 Asociace regionálních značek zavedla logo, které se vizuálně blíží vzhledu grafických symbolů jednotlivých regionálních a originálních produktů a vizuálně evokuje pečeť kvality. Ve stejném roce byla zavedena značka Kraj Pernštejnů, v roce 2015 České středohoří a Poohří a v roce 2016 Kutnohorsko.